# Аренс, Моше
Моше́ А́ренс (ивр. משה ארנס‎; 27 декабря 1925, Каунас, Литва — 7 января 2019, Савьон, Израиль) — израильский авиационный инженер, учёный, политический и государственный деятель, международный дипломат. Он был членом правления партии «Ликуд», был министром обороны Израиля три раза и один раз министром иностранных дел Израиля. Также в прошлом посол Израиля в США, и профессор Техниона в Хайфе.

## Биография
Моше Аренс родился 27 декабря 1925 года в Каунасе в Литве в преуспевающей еврейской семье, его отец был промышленником, а мать — стоматологом. Когда ему было полтора года, его семья переехала в Ригу, где он посещал начальную школу. В 1939 году Аренс иммигрировал в Соединённые Штаты Америки вместе со своей семьёй и стал гражданином США. Там Аренс стал лидером сионистского молодёжного движения Бейтар. Он изучал инженерное дело в Массачусетском технологическом институте и авиационную технику в Калифорнийском технологическом институте. В 1948 году, когда Израиль объявил о своей независимости, Аренс репатриировался в Израиль и служил в Иргуне под руководством Менахема Бегина. После войны за независимость он поселился в Мево Бейтаре, но вернулся в США в 1951 году на учёбу в калифорнийском технологическом институте, где он получил степень магистра в авиационной техники в 1953 году. Затем он работал в течение ряда лет в авиационной промышленности США (разработка реактивных двигателей).
В 1957 году Аренс вернулся в Израиль и занял должность ассоциированного профессора авиационной техники в Технионе в Хайфе. В 1962 году он поступил работать в компанию «Авиационная промышленность Израиля» вице-президентом по технике, продолжая при этом отношения с Технионом. Он участвовал в разработке самолётов и ракет, удостоен Премии за вклад в оборону Израиля в 1971 году.
После Войны Судного дня Аренс занялся политикой и был избран в кнессет в составе партии «Ликуд» в 1973 году, и стал председателем комиссии кнессета по иностранным делам и обороне.
В 1981 году Бегин, который был премьер-министром в то время, назначил Аренса послом в США. Он покинул эту должность в 1983 году, когда он стал министром обороны в первый раз, вместо Ариэля Шарона. В 1984 году он стал министром без портфеля в правительстве национального единства. В декабре 1988 года, в правительстве Ицхака Шамира, Аренс был назначен министром иностранных дел, и провёл на этой должности до июня 1990 года, когда Шамир назначил его министром обороны ещё раз. Он занимал эту должность до 1992 года, когда «Ликуд» проиграл общенациональные выборы.
После поражения на выборах 1992 года, Аренс ушёл из политики до 1999 года, когда он оспорил лидерство Биньямина Нетаньяху в партии Ликуд. Хотя он получил только 18 % голосов, Нетаньяху ввёл его в правительство в качестве министра обороны в январе 1999 года после увольнения Ицхака Мордехая. Аренс навсегда ушёл из политики в конце 1999 года, когда «Ликуд» проиграл выборы.
Последние годы жизни профессор Моше Аренс являлся председателем Международного совета управляющих в Ариэльском университете, и писал статьи в газете «Гаарец».
Умер 7 января 2019 года.

## Значение в государстве и партии
Моше Аренс рассматривается многими как правый идеологический якорь «Ликуда». Аренс, как один из членов-учредителей партии «Херут» в 1948 году, помогал М. Бегину использовать наследие основателя ревизионистского сионизма Владимира Жаботинского, который умер в 1940 году неожиданно и без чёткого наследника. Аренс был представителем молодёжной сионистской организации движения Бейтар в Северной Америке в 1940-х годы. Он голосовал против Кэмп-Дэвидских соглашений, а также является одним из главных противников соглашения Уай-Плантейшн.

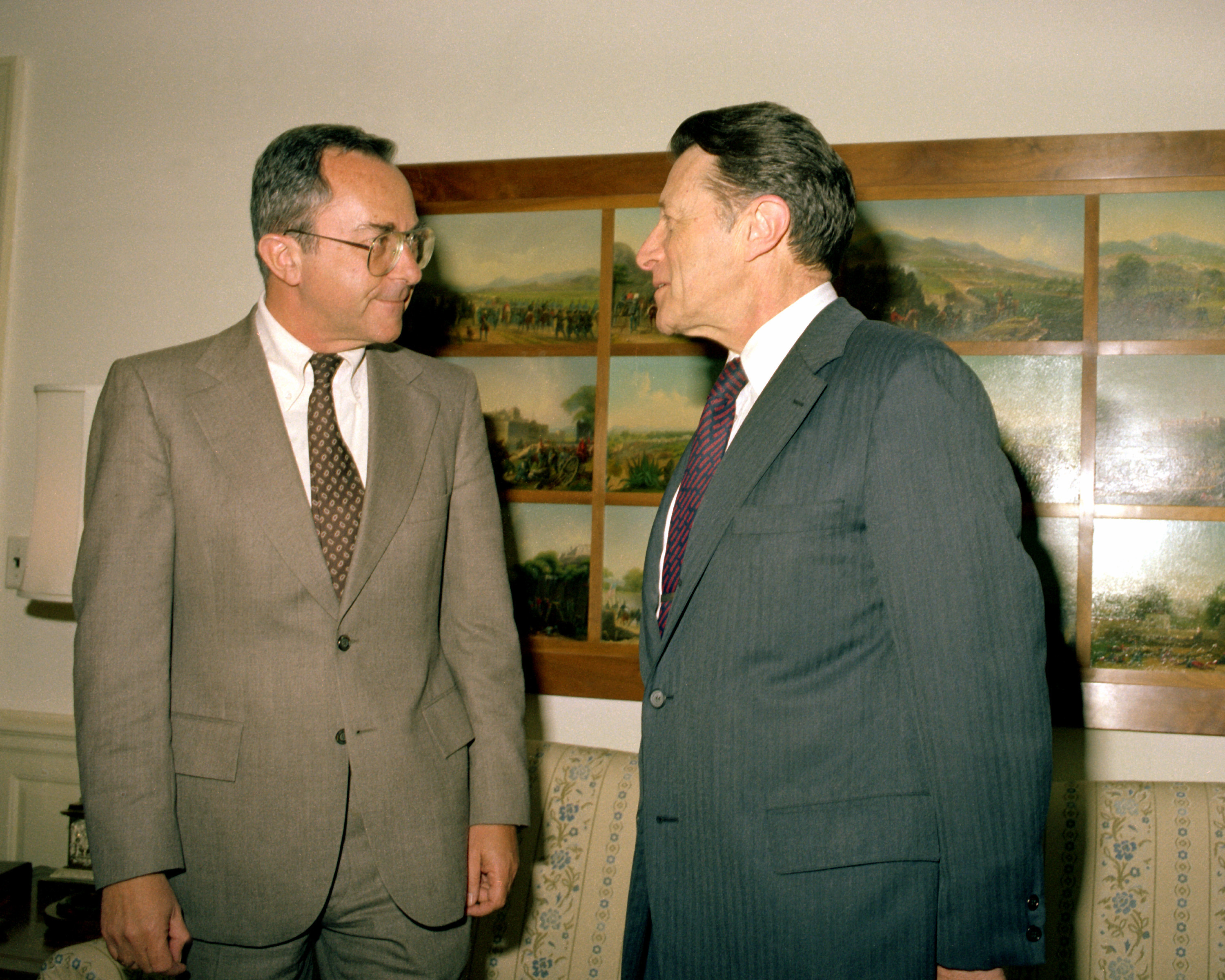
Посол в Вашингтоне

Когда Бегин в 1983 году ушёл в отставку с должности премьер-министра Израиля, разыгралось чёткое соперничество между Ицхаком Шамиром и Аренсом, тогда ещё послом в Вашингтоне. Шамир всегда считался более опытным в политике, но Аренс повёл игру, достойную государственного деятеля. Аренс надеялся последовать по стопам другого посла в США Ицхака Рабина, который стал премьер-министром, минуя длительное пребывание в партии и ответственные посты в ней, всего лишь после трёхмесячного пребывания на посту министра труда. Тот факт, что Рабин обошёл Шимона Переса, аналога Шамиру в «Аводе», только укреплял его шансы.
Тем не менее, как председатель кнессета, Шамир был автоматически переизбран ещё до майских выборов 1984 года. Это усилило позиции Шамира в партии, которые он и использовал для укрепления своего влияния уже среди низовых масс членов партии «Ликуд», что привело к радикальному поражению Аренса во время праймериз «Ликуда». «Ликуду» не удалось сохранить полный контроль в кнессете в этом же году, и он был вынужден поделиться властью с «Аводой» Переса.
На протяжении следующих полутора лет Аренс занимал пост министра обороны. Его работе по-прежнему препятствуют проблемы, связанные с израильской оккупацией южного Ливана. Он также встретился с сопротивлением своей работе в модернизации израильских военно-воздушных сил, введением новых реактивных истребителей «Лави», проект которого он лично возглавлял с 1980 года. Тогдашний заместитель начальника генерального штаба Эхуд Барак выступает против этого проекта. К этому времени для финансирования развития проекта «Лави» Министерством обороны было уже израсходовано 6,4 млрд долларов США, которые ещё не начали приносить результатов. В конце концов и другие в политическом истеблишменте перестали поддерживать этот проект, в том числе начальник Генерального штаба Дан Шомрон. В итоге в октябре 1987 года ушёл в отставку из-за несогласия с решением правительства о закрытии проекта самолёта «Лави», но в апреле 1988 года вернулся в правительство.

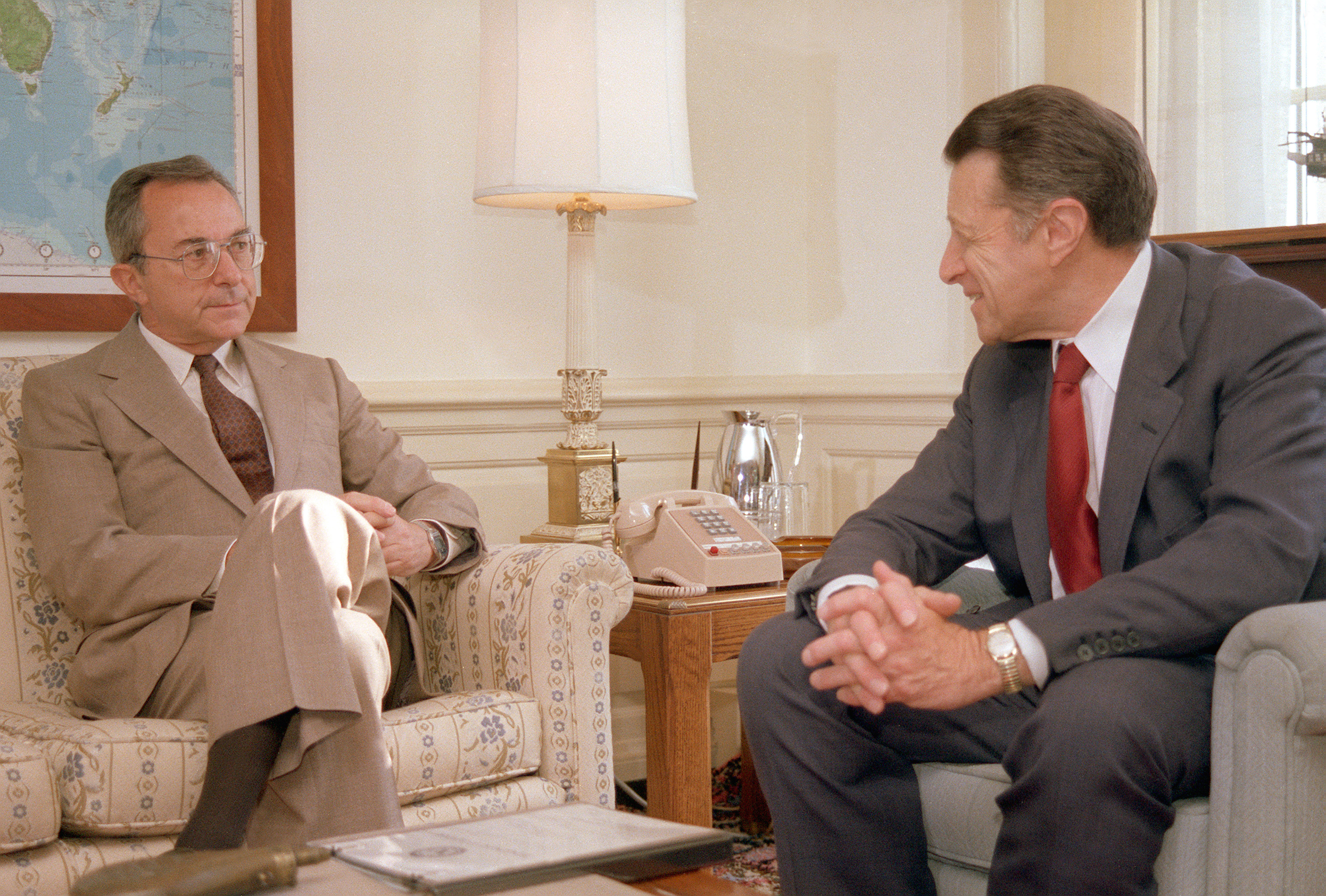
Моше Аренс в должности министра обороны

В 1988 году Аренс вновь не смог обойти Шамира в борьбе за пост лидера партии. Тем не менее, он способствовал избранию своего протеже Нетаньяху в кнессет. Нетаньяху был одним из самые ценных активов Аренса в посольстве в Вашингтоне, и был за это вознаграждён Аренсом, когда он организовал назначение молодого дипломата послом Израиля в ООН в 1984 году.
Хотя Аренс всегда рассматривался как принципиальная альтернатива Шамиру, но это так и не произошло. Шамир признавал Аренса как угрозу, и фактически ответил на ввод Нетаньяху в политику поддержкой собственного молодого протеже Цахи Ханегби. Несмотря на то, что Аренс имел репутацию жёсткого и резкого политика, многие из избирателей Ликуда считали, что поселенческое движение и другие их планы более реальны в руках более опытного и прагматичного Шамира.
В 1988 году Шамир выиграл выборы и стал премьер-министром Израиля, сменив на этом посту Переса. Для Аренса, ставшего министром иностранных дел, это означало успешное продвижение, несмотря на то, что проблема отражение критики политики Израиля в первую интифаду оказалась слишком сложной даже для него. Аренса также волновали проблемы со стороны фиаско обвинённого в шпионаже Джонатана Полларда, которое усилило устойчивый спад в отношениях между Израилем и США, которые начался в ходе вторжения в Ливан в 1982 году.

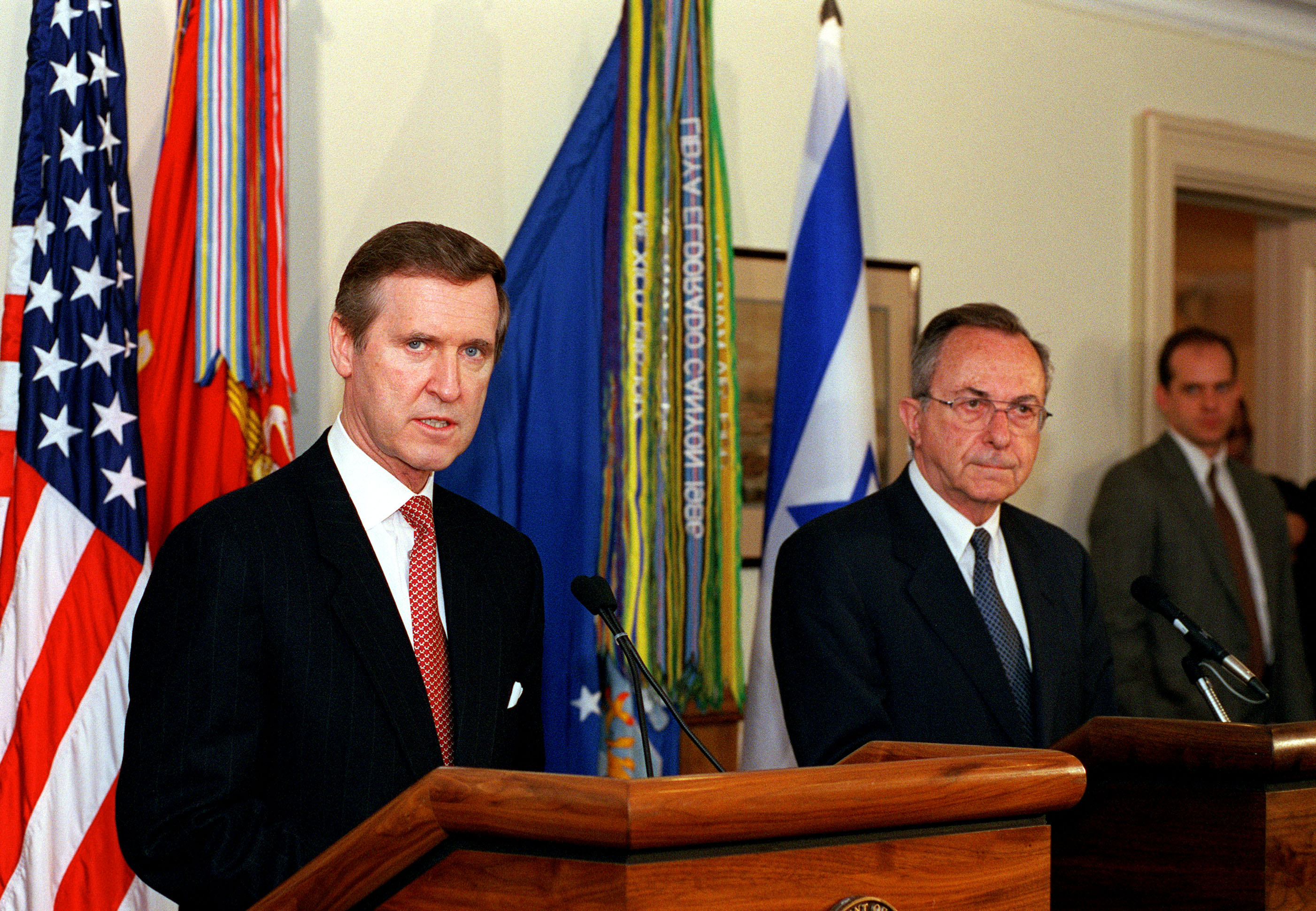
Моше Аренс и министр обороны США Уильям Коэн (1999)

В 1990 году Аренс оказался в центре внимания, после того, как министр финансов Шимон Перес и министр обороны Ицхак Рабин подали в отставку, намереваясь организовать большинство в кнессете для избрания Шимона Переса в качестве премьера-министра. Аренс занимает кресло министра обороны, что чуть не привело к отставке Эхуда Барака из вооружённых сил, так как Барак опасался, что из-за их противоречий в истории с проектом «Лави», Аренс будет настраивать против него своих главных сотрудников. Однако Аренс игнорирует прогнозы и назначает Барака начальником генерального штаба на место его главного конкурента Ицхака Мордехая. Отношения между ними двумя вскоре стали отличными, несмотря на контрасты в политике и явное предпочтение Бараком лейбористской партии. В 1992 году этот успешный период в качестве министра обороны закончился, когда «Авода» под руководством Рабина пришла к власти на выборах, и вновь заняла министерство обороны.
Периоды пребывания Аренса в министерских креслах запомнились главным образом продолжением политики Рабина по модернизации в АОИ боевых подразделений для работы в городских боевых действий в ходе первой интифады.

## Награды
- Премия за вклад в безопасность Израиля[англ.] (1971)
- Премия «Боней Цион» (2016) [13]
- Премия израильской дипломатии (2018) [14]